# Spin City
Spin City – amerykański komediowy serial telewizyjny kręcony w latach 1996–2002.